# ظهر الديمة (الشغادرة)

تعديل مصدري - تعديل

ظهر الديمة هي إحدى قرى عزلة قلعة حميد بمديرية الشغادرة التابعة لمحافظة حجة، بلغ تعداد سكانها 22 نسمة حسب تعداد اليمن لعام 2004.